# Chino (California)
Chino è una città della contea di San Bernardino, California, Stati Uniti. Si trova all'estremità occidentale della Riverside-San Bernardino Area ed è facilmente raggiungibile tramite le autostrade di Chino Valley (71) e Pomona (60).
Chino è delimitata da Chino Hills a ovest, da Pomona a nord-ovest, un'area non incorporata della contea di San Bernardino (vicino a Montclair) a nord, da Ontario a nord-est, da Eastvale a sud-est e un'area non incorporata della contea di Riverside a sud. La popolazione era di 77 983 abitanti al censimento del 2010.
Chino e dintorni sono stati a lungo centro dell'agricoltura e dell'industria casearia, al servizio delle notevoli richieste di prodotti di latte nella California meridionale e in gran parte degli Stati Uniti sud-occidentali. La ricca storia agricola di Chino risale alla concessione di terre spagnole che formano il Rancho Santa Ana del Chino. L'area è specializzata in frutteti, colture a schiera e latteria. Downtown Chino ospita le filiali satellite del San Bernardino County Library and Chaffey Community College, il Chino Community Theatre, il Chino Boxing Club e il settimanale Farmer's Market. Nel 2008, la città di Chino ha ricevuto il prestigioso premio "100 Best Communities for Youth" per la seconda volta in tre anni. Chino ha ospitato gli eventi di tiro per i Giochi della XXIII Olimpiade al Prado Olympic Shooting Park nel Prado Regional Park. Due prigioni statali della California per adulti (il California Institution for Men e il California Institution for Women), nonché l'Honor G. Stark Youth Correctional Facility, si trovano entro i confini della città.

## Geografia fisica
Secondo l'Ufficio del censimento degli Stati Uniti, ha un'area totale di 29,68 mi² (76,87 km²).

## Società

### Evoluzione demografica
Secondo il censimento del 2010, la popolazione era di 77 983 abitanti.

### Etnie e minoranze straniere
Secondo il censimento del 2010, la composizione etnica della città era formata dal 56.4% di bianchi, il 6.2% di afroamericani, l'1% di nativi americani, il 10.5% di asiatici, lo 0.2% di oceanici, il 21.2% di altre etnie, e il 4.6% di due o più etnie. Ispanici o latinos di qualunque etnia erano il 53.8% della popolazione.